# Dalea carnea
Dalea carnea là một loài thực vật có hoa trong họ Đậu. Loài này được (Michx.) Poir. miêu tả khoa học đầu tiên.